# Whanganui
Whanganui ou Wanganui é uma pequena cidade da região de Manawatu-Wanganui, na costa oeste da Ilha Norte na Nova Zelândia. Como vários centros da Nova Zelândia, foi oficialmente designada uma cidade até à reorganização administrativa, em 1989, e hoje é dirigida por um Conselho Distrital. Apesar disso, ainda é considerada uma cidade. A população estimada em junho de 2008 era de 43,400.

## Clima
| Gráfico climático para Whanganui               | Gráfico climático para Whanganui | Gráfico climático para Whanganui | Gráfico climático para Whanganui | Gráfico climático para Whanganui | Gráfico climático para Whanganui | Gráfico climático para Whanganui | Gráfico climático para Whanganui | Gráfico climático para Whanganui | Gráfico climático para Whanganui | Gráfico climático para Whanganui | Gráfico climático para Whanganui |
| ---------------------------------------------- | -------------------------------- | -------------------------------- | -------------------------------- | -------------------------------- | -------------------------------- | -------------------------------- | -------------------------------- | -------------------------------- | -------------------------------- | -------------------------------- | -------------------------------- |
| J                                              | F                                | M                                | A                                | M                                | J                                | J                                | A                                | S                                | O                                | N                                | D                                |
| 67 23 14                                       | 58 23 14                         | 66 21 13                         | 66 19 10                         | 79 16 8                          | 84 14 6                          | 84 13 5                          | 73 14 6                          | 66 15 8                          | 72 17 9                          | 67 19 11                         | 79 21 13                         |
| Temperaturas em °C • Precipitações em mmFonte: |                                  |                                  |                                  |                                  |                                  |                                  |                                  |                                  |                                  |                                  |                                  |